# Petar Ossandón Buljević
Petar Ossandon Buljević (špa. Pedro Ossandón Buljevic) (Santiago da Chile, 16. listopada 1957.) bivši je naslovni biskup grada La Imperiala. Hrvatskog je podrijetla.
Bivši je pomoćni biskup nadbiskupije Concepción. Na tom je mjestu bio od 12. prosinca 2008. do 21. studenoga 2021..
Studirao je na Pontifikalnom čileanskom katoličkom sveučilištu.
Za svećenika se je zaredio 20. prosinca 1986. godine. Za biskupa ga je 12. prosinca 2008. godine zaredio Ricardo Ezzati Andrello.